# Demeryt

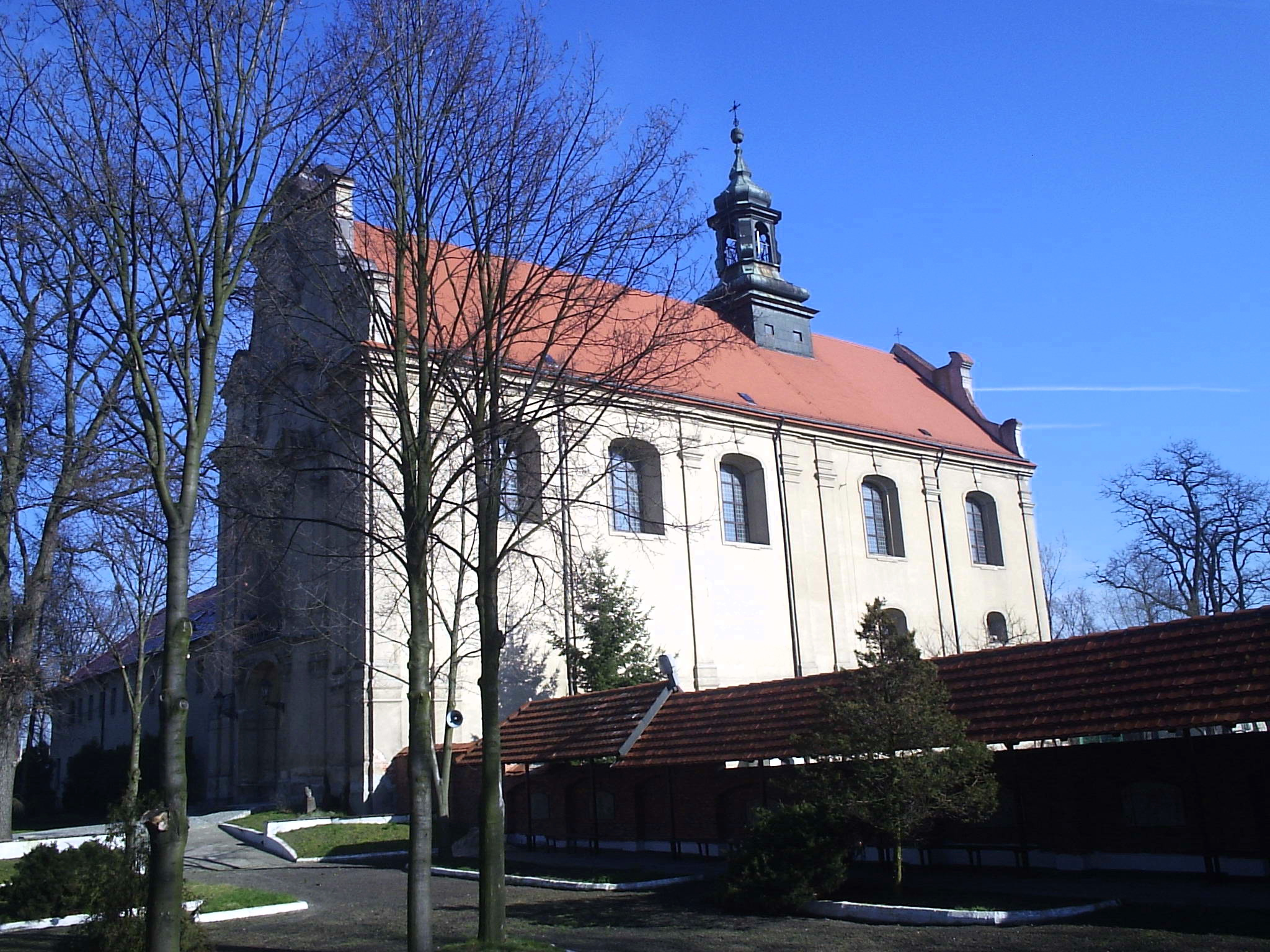
Klasztor w Osiecznej, dawny dom demeryta

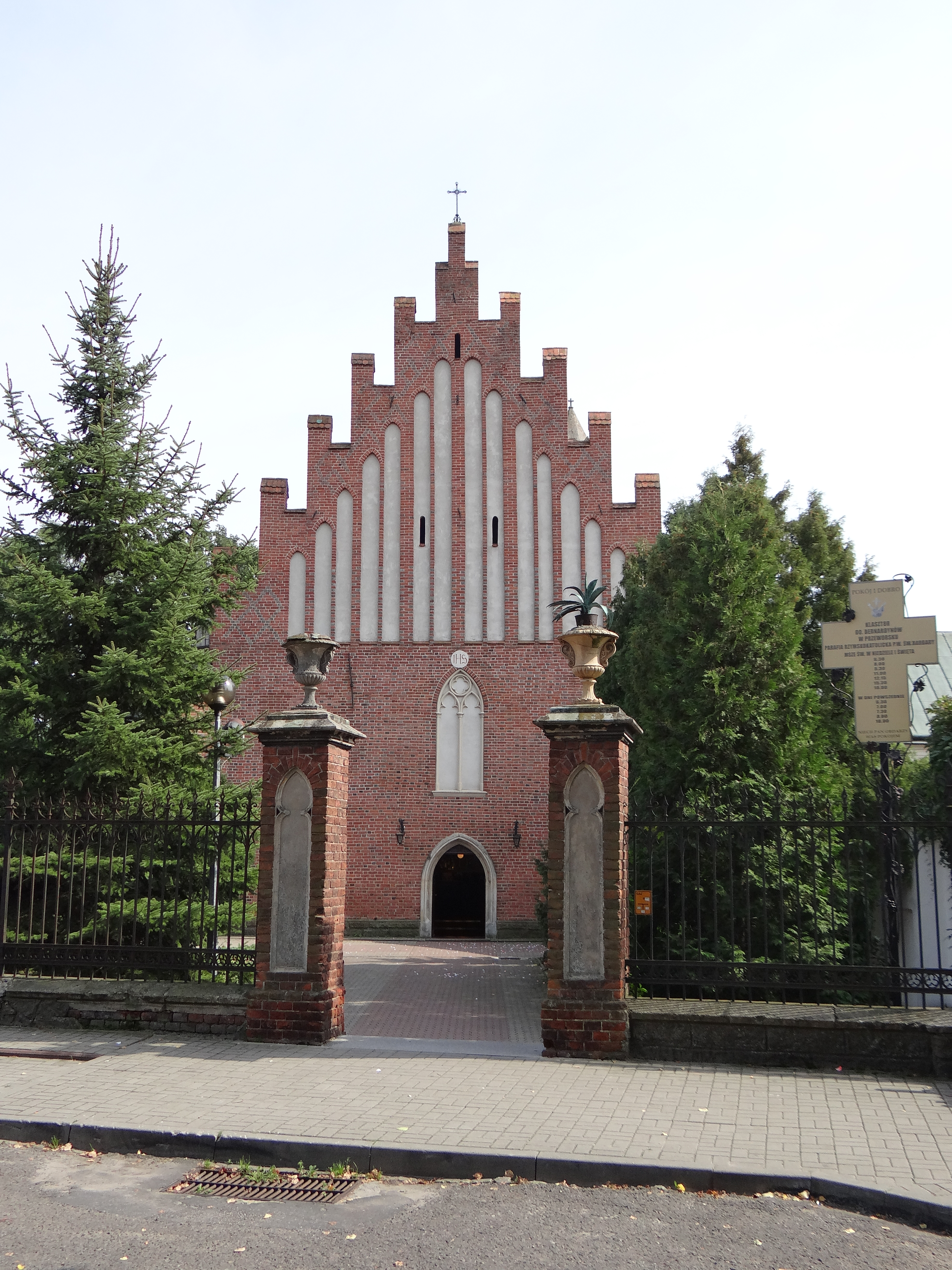
Klasztor bernardynów w Przeworsku, przy którym funkcjonował w latach 1822-1869 dom demerytów z diecezji galicyjskich

Demeryt, także demeryta (ze śr.-fr. démérite– przestępstwo) – dawna nazwa określająca księdza skazanego na pokutę w odosobnieniu za wykroczenie przeciw moralności.
Synod w Toledo w 675 nakazywał podawanie demerytom jedynie chleba i wody, biczowanie i obcięcie włosów. Więziono ich w karcerach oraz poddawano karze władzy świeckiej. Sobór trydencki utrzymał karę odosobnienia w zależności od ciężkości przestępstwa. Czasowe pozbawienie wolności następowało za przyzwoleniem władzy świeckiej. W Polsce domy demerytów powstawały przy klasztorach lub, po ich kasacie, w zabudowaniach poklasztornych. Jednym z najbardziej znanych był powstały w 1834 dom księży demerytów w klasztorze w Osiecznej, przeniesiony później do klasztoru w Miejskiej Górce. Sprawy te regulowały np. konkordaty podpisywane z Bawarią w 1817 czy też z Austrią w 1855. Konkordat podpisany z Polską w 1925 ustalał jako miejsce odosobnienia dla duchownych skazanych przez władze świeckie klasztor lub inne pomieszczenia w domach zakonnych. Rozporządzenia ministra sprawiedliwości w 1927 i 1931 wyznaczały takie miejsca w więzieniach w Warszawie na Mokotowie, we Wronkach i Drohobyczu. Kodeks prawa kanonicznego z 1917 regulował kwestię w kan. 2302. W czasach zaborów w domach demerytów osadzano także duchownych za niesubordynację wobec władzy świeckiej.
Dom dla księży demerytów istniał także w latach 1836–1849 w klasztorze podominikańskim w Liszkowie (założony przez bp. Pawła Starzyńskiego), a w latach 1849–1870 w klasztorze na Świętym Krzyżu.